# Naemul
Le roi Naemul du royaume de Silla (hangeul : 내물 이사금 ; hanja : 奈勿尼師今 ; RR : Naemul Isageum ; MR : Naemul Isagŭm) est un souverain coréen qui règne de 356 à 402. Son règne est marqué par plusieurs invasions venant du Japon des Wa, ou du nord de la péninsule avec les Mohe.